# Mahakali
U hinduističkoj mitologiji, Mahakali (sanskrt महाकाली, Mahākālī = „velika Kali”) božica je vremena i smrti te oblik velike božice Kali, jedne od najpoznatijih hinduističkih božica. Suprug božice Mahakali je bog Mahakala („Veliko vrijeme”), oblik boga Šive. Mahakali je utjelovljenje ženske energije Šakti te strašan oblik Adi Parashakti, božice štovane u šaktizmu kao vrhovno biće, a poistovjećuje ju se i s Prakriti („Priroda”).
Durga je često povezivana s Mahakali.

## Ikonografija
Indijska umjetnost prikazuje Mahakali kao ženu tamnoplave ili crne kože; njezine su oči crvene, a jezik joj je isplažen. Ona ima ogrlicu (mundamala) sastavljenu od glava ili lubanja demona koje je ubila.

## Poveznice
- Kali (božica)
- Durga
- Šiva